# Eugenio Monti
Eugenio Monti, italijanski alpski smučar in tekmovalec v bobu, * 23. januar 1928, † 1. december 2003. 
Sprva je bil uspešen alpski smučar, toda poškodba obeh kolen je preprečila to kariero in je tako prestopil v bob.
Monti velja za enega največjih tekmovalcev v bobu, saj je osvojil 12 medalj na svetovnih prvenstvih v bobu (11 zlatih) in 6 olimpijskih medalj (dve zlati). Poleg tega je bil tudi prvi špotnik, ki je prejel Medaljo pravega športnega duha.